# ブレイジング・エンジェル
『ブレイジング・エンジェル』（Blazing Angels: Squadrons of WWII）は、ユービーアイソフトが開発したフライトシューティングゲーム。第二次世界大戦の最中に繰り広げられた名機による数々の空中戦を再現し、「イーグルスコードロン」の一員として仲間たちと戦火の中に身を投じる。
日本ではプレイステーション3版のみがディースリー・パブリッシャーから発売。同社としては初のプレイステーション3用タイトルとなる。

## ゲームモード
- キャンペーン：「イーグルスコードロン」に所属し第二次大戦を戦い抜く。ストーリーは全20章構成。
- スタンドアローン：好きな機体やシチュエーションを選んでプレイできるモード。
- マルチプレーヤー：他プレーヤーと協力もしくは対戦できるモード。

オンラインプレイはPS3、Windows、Wii用は最大16人まで可能。Xbox、Xbox 360用は最大20人まで可能。

## PS3/Xbox 360用登場機体（全46機種）
イギリス：
- 戦闘機

GLADIATOR・SPITFIRE・SPITFIRE V・SPITFIREIX・SEAFIRE・DEFIANT・TYPHOON・METEOR
- 戦闘爆撃機

HURRICANE・HURRICANE II・TEMPEST・MOSQUITO
- 雷撃機

SWORDFISH
- 爆撃機

BEAUFIGHTER
アメリカ：
- 戦闘機

P-40C WARHAWK ・F2A BUFFALO・P-82 TWINMUSTANG
- 戦闘爆撃機

P-51D MUSTANG ・P-51H MUSTANG
- 雷撃機

DEVASTATOR・A-1 SKYRAIDER
- 急降下爆撃機

DAUNTLESS・SB2C HELLDIVER・SB2A BUCCANEER
- 爆撃機

B-17 FLYING FORTRESS ・B-25 MITCHELL
日本：
- 戦闘機

KI-43 一式戦闘機 隼 ・A6M2 零式艦上戦闘機 ・J2M 雷電 ・N1K-J 紫電 ・橘花
- 攻撃機

B5N2 九七式艦上攻撃機
- 急降下爆撃機

D3A 九九式艦上爆撃機
ドイツ：
- 戦闘機

BF-109E・BF-109G・BF-109K・BF-110G・DO-335・ME-262
- 迎撃機

ME-163 KOMET
- 戦闘攻撃機

BF-110C
- 戦闘爆撃機

BF-110E・FW-190A・FW-190D
- 地上攻撃機

HS-129
- 急降下爆撃機

JU-87B STUKA